# Electro (spel)

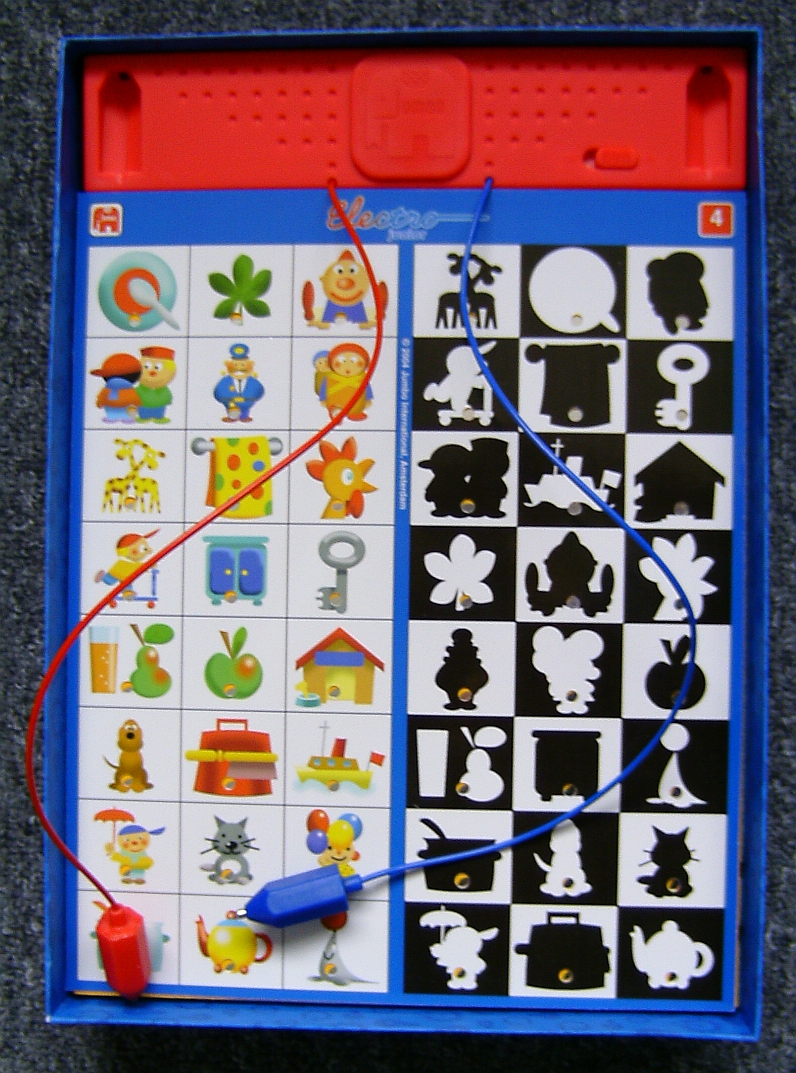
Electro junior van spellenuitgever Jumbo voor jongere kinderen

Electro is een vraag-en-antwoordspel voor kinderen, in 1966 uitgebracht door spellenuitgever Jumbo. Het spel berust op een uitvinding van de Amerikaanse speelgoedfabrikant Louis Marx (1896 -1982) uit 1928. Marx noemde het spel Electric Questioner. Onder deze en andere namen verschenen er ook van andere speelgoedfabrikanten over de hele wereld verschillende uitvoeringen van dit spel, bijvoorbeeld de Electric Questioner van de Knapp Electric Corporation.

## Beschrijving
Het spel bestaat uit kaarten met op de linkerhelft 24 vragen en op de rechterhelft de daarbij behorende antwoorden. De verschillende kaarten zijn onderverdeeld in thema´s. Op elke vraag is er maar één goed antwoord. In de kaarten zit bij elke vraag en bij elk antwoord een gaatje. In de doos zijn op de plaats van de gaatjes elektrische contacten aangebracht met, voor de speler onzichtbaar, draadbruggen die de vragen met de juiste antwoorden verbinden. 
In de doos bevindt zich verder een lampje, een batterij en twee draden met elk een kleine stekker. Met de ene stekker wordt een vraag uitgekozen door hem door het gaatje van de vragenkaart te steken. Daarna moet er met de andere stekker contact met het juiste antwoord worden gemaakt. Wordt dit goed geraden dan gaat er een stroompje lopen en gaat het lampje branden. Is het antwoord fout dan gebeurt er niets.
De ondertitel bij het spel is: Als de lamp het doet... is 't antwoord goed!
Inmiddels zijn er door Jumbo alternatieve versies en modernere varianten van dit klassieke spel uitgebracht.

## Werking
De batterij is met het lampje in serie geschakeld met aan de uiteinden de snoeren en de pennen. Wanneer de penpunten worden kortgesloten gaat er stroom lopen die het lampje laat branden. Volgens dit principe werken ook kabel- en verbindingstesters.